# Tonteich Wildau-Hoherlehme
Koordinaten: 52° 18′ 45″ N, 13° 37′ 32,9″ O

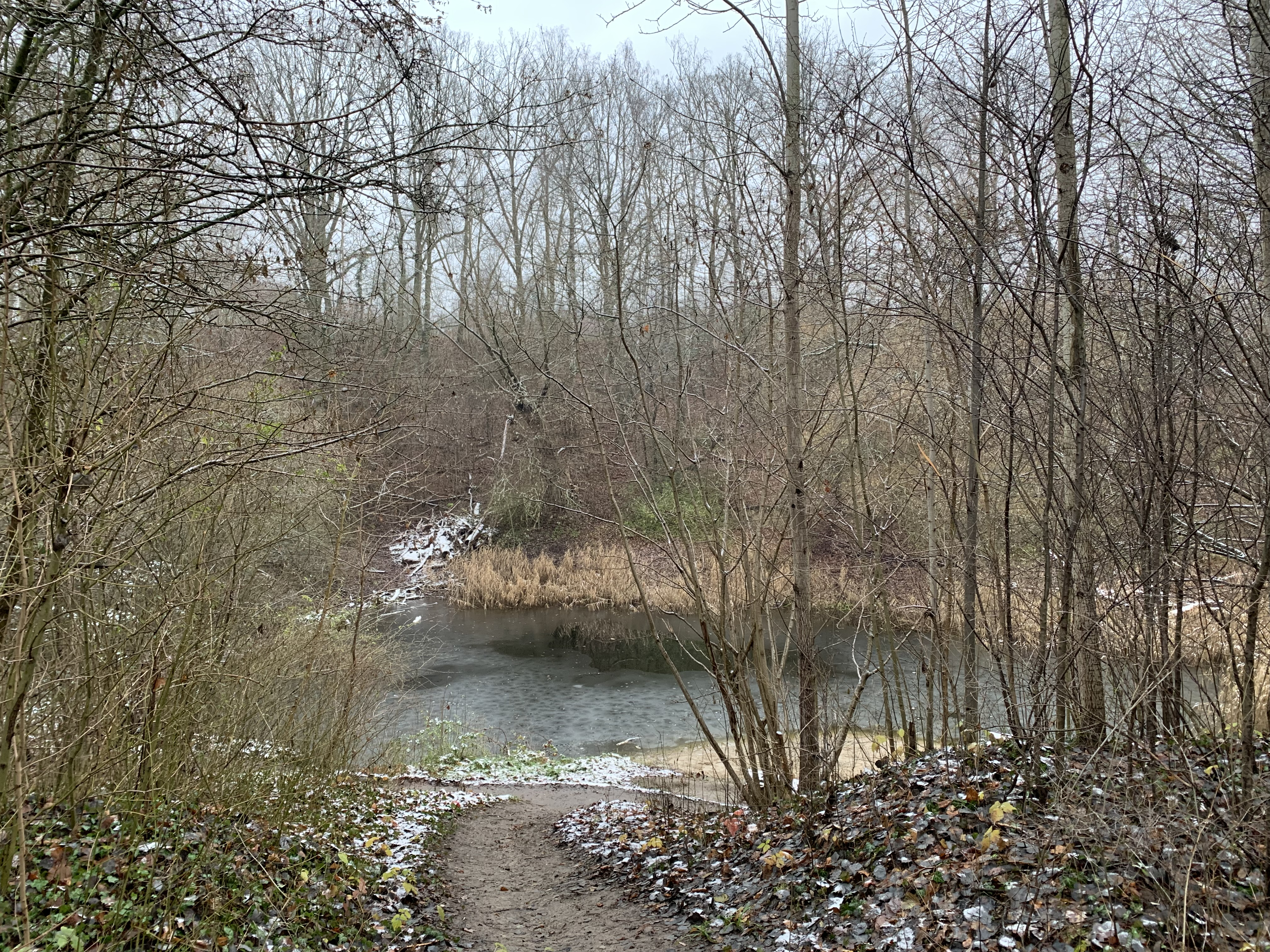
Tonteich Wildau-Hoherlehme

Der Tonteich Wildau-Hoherlehme ist ein rund 2.300 m² großes Flächennaturdenkmal auf der Gemarkung der Stadt Wildau im Landkreis Dahme-Spreewald in Brandenburg.

## Lage
Das Gebiet liegt im Wildauer Gemeindeteil Hoherlehme und dort südlich der Wohnbebauung. Es wird durch den Wohnplatz Bergsiedlung im Nordwesten und der Bahnstrecke Berlin–Görlitz im Osten begrenzt. Südlich führt die Bundesautobahn 10 von Westen kommend in östlicher Richtung am Gebiet vorbei. Die höchste Erhebung ist der nordwestlich gelegene, 72 m hohe Lauseberg.

## Geschichte
In der Region wurde zu Beginn des 19. Jahrhunderts Ton abgebaut; es entstanden zahlreiche Ziegeleien, so auch die Kolonie Neue Ziegelei im Jahr 1825 und das Gut Springziegelei im Jahr 1846, das 1855 als Wildau bezeichnet wurde. Diese verschwand im 20. Jahrhundert, während das ehemalige Abbaugebiet erhalten blieb. In der ehemaligen Tongrube entstand ein Gewässer, das von Laubwald umgeben ist. Durch das Gebiet führen zahlreiche Wanderwege; Tafeln informieren über die Historie. Das Naturdenkmal ist Eigentum der Stadt und wurde 2014 bis 2015 umfassend saniert. Dabei wurde der See entschlammt und Totholz aufgeschichtet, um das Gebiet für Tiere attraktiver zu gestalten.